# Mezőberény
Mezőberény [mezéberéň] (německy Maisbrünn, slovensky Poľný Berinčok) je město v Maďarsku v župě Békés, spadající pod okres Békés. Nachází se asi 15 km severozápadně od Békéscsaby. V roce 2015 zde žilo 10 345 obyvatel. Podle údajů z roku 2001 zde byli 91 % Maďaři, 4 % Romové, 3 % Slováci a 2 % Němci. Poblíže se nacházejí města Békés, Békéscsaba, Gyomaendrőd, Kondoros a Körösladány. Poblíže jsou též obce Bélmegyer, Csárdaszállás, Hunya, Kamut, Murony a Köröstarcsa.

## Historie
Původně středověká vesnice Berény byla zničena v důsledku tureckých válek, původní maďarské obyvatelstvo z oblasti uprchlo. V 18. století byla ves obnovena německými, maďarskými a slovenskými osadníky. Až do konce 19. století tak byla mnohonárodnostním sídlem, nicméně v té se době Němci a Slováci se pomaďarštili. v roce 1881 mělo město 11 368 obyvatel, z toho 4 267 Slováků, 3 860 Maďarů, 2 614 Němců a 627 příslušníků jiných národností.

## Osobnosti
- Soma Orlay Petrič (1822 – 1880), maďarský malíř